# Жорнава (станція)
Жорнава — проміжна залізнична станція Ужгородської дирекції Львівської залізниці на лінії Самбір — Чоп між станціями Ставне (7 км) та Кострино (6 км). Розташована у селі Жорнава Великоберезнянського району Закарпатської області. 

## Історія
Станцію відкрито 1904 року у складі залізниці Великий Березний — Сянки. До 1918 року вживався угорський варіант назви села та станції Malomrét.
1968 року станцію електрифіковано у складі дільниці Самбір — Чоп.
На станції зупиняються лише приміські електропотяги.